# János Székely (scriitor)
János Székely (n. 7 martie 1929, Turda, Cluj, România – d. 23 august 1992, Târgu Mureș, România) a fost un poet, prozator, dramaturg, eseist și traducător maghiar din România. Soția lui a fost scriitoarea Ilona Varró.

## Biografie
A urmat școală elementară din orașul natal, apoi s-a mutat în 1940 la Târgu Mureș, unde a studiat la Colegiul Reformat (acum Liceul Teoretic „Bolyai Farkas”) și din 1943 la Școala Militară. În 1944 a luptat în Armata Maghiară și a fost luat prizonier, întorcându-se acasă în 1946. Și-a continuat studiile în 1948, absolvind în 1952 Facultatea de Filozofie din cadrul Universității Bolyai din Cluj.
A lucrat ca redactor la Editura de Stat pentru Literatură și Artă (viitoarea editură Kriterion) în perioada 1952-1956. S-a căsătorit în 1953 cu scriitoarea Ilona Varró, iar în 1954 i s-a născut o fiică pe nume Ilona Julianna. În 1955 a publicat primul volum de poezie, Csillagfényben. În anul următorul i s-a născut un fiu pe nume János Jenő, ce va deveni mai târziu sculptor. A lucrat în perioada 1956-1989 la revista literară Igaz Szó (din 1990 Látó) din Târgu Mureș, publicând mai multe volume de poezii în același timp. János Székely și Gizella Hervay l-au descoperit pe poetul József Simonfi, publicându-le în revista Igaz Szó.
Tatăl său a fost arestat în 1958 și condamnat la opt ani de închisoare. János Székely a scris atunci mai multe poezii care nu au mai fost publicate. A divorțat de Ilona Varró în 1969, dar mai târziu s-a mutat din nou cu ea și au trăit împreună până la moartea sa. În 1979 i-a apărut romanul A nyugati hadtest, care a fost premiat. În 1987 l-a vizitat pe fiul său în Italia. După 1990, numele a fost menționat în mod repetat pentru a primi premiile József Attila și Kossuth, fără a le obține însă. A murit la vârsta de 63 de ani în urma unui atac de cord.
În 1991 a fost distins cu Premiul Alföld. În 1992 a primit postum premiul Ady Endre. În 1994 el a editat volumul de versuri Semmi – Soha care conținea poemele scrise între 1948 și 1986.

## Volume publicate
1. Csillagfényben. Állami Irodalmi és Művészeti, București, 1955.
2. Mélyvizek partján. Állami Irodalmi és Művészeti, București, 1957.
3. Itthon vagyok. Lírai riport. Irodalmi, București, 1961.
4. Küldetések. Versuri. Ifjúsági, București, 1962.
5. Dózsa. Versuri. Irodalmi, București, 1964.
6. A virágok átka. Versuri. Irodalmi, București, 1966.
7. Gyermekkorom ösvényei. Ifjúsági, București, 1967.
8. Maradék. Versuri 1954–1968. Irodalmi, București, 1969.
9. A hallgatás tornya. Versuri. 1949-1970. Eminescu, București, 1972.
10. Az árnyék. Soó Péter bánata. Kriterion, București, 1972.
11. Egy láda anyag. Versuri. 1949-1970. Eminescu, Oradea, 1973.
12. Székely János legszebb versei. Albatrosz, București, 1975.
13. Egy rögeszme genezise. Eseuri și critică literară. Kriterion, București, 1978.
14. A nyugati hadtest. Variațiuni pe teme date. Kriterion, București, 1979.
15. Képes krónika. Piese de teatru. Magvető, Budapesta, 1979.
16. A mítosz értelme. Eseuri. Kriterion, București, 1985.
17. Az árnyék. Soó Péter bánata. A nyugati hadtest. Magvető, Budapesta, 1988.
18. Dózsa. Versuri. Kriterion, București, 1989.
19. Új képes krónika. Piese de teatru. Dacia, Cluj, 1991.

## Informații suplimentare
- Székely János la PORT.hu
- Székely Jánosról Arhivat în 8 mai 2009, la Wayback Machine.
- Ilyenkor ősszel